# Frank Dixon (crosse)
Pour les articles homonymes, voir Frank Dixon et Dixon.
Francis Joseph Dixon, dit Frank Dixon, né le 1er août 1878 à Port Dalhousie (Ontario) et mort le 29 novembre 1932 à Grantham (Ontario), est un joueur canadien de crosse.

## Biographie
Franck Dixon fait partie de l'équipe nationale canadienne sacrée championne olympique de crosse aux Jeux olympiques d'été de 1908 à Londres.